# رود کیلمز
رود کیلمز (روسی: Кильмезь) یک رودخانه در استان کیروف کشور روسیه است.